# Ailsastra
Genre
Ailsastra est un genre d'étoiles de mer de la famille des Asterinidae.

## Description et caractéristiques
Ce sont de petites Asterinidae typiques (morphologiquement proches des genres Asterina et Aquilonastra), caractérisées par de très petites plaques orales et des séries de plaques carinales régulières et variablement enfoncées. Le diamètre total excède rarement 4 cm, et les bras sont arrondis à la pointe. Les plaques carinales portent deux papules respiratoires sur l'essentiel de la longueur, avec une projection antérieure arrondie et imbriquées avec les plaques adcarinales de part et d'autre, ce qui les fait paraître enfoncées. 
Seule l'espèce Ailsastra heteractis semble fissipare, et arbore en conséquence un nombre de bras presque toujours supérieur à cinq (ce qui est rare mais pas impossible chez les autres) ainsi que plusieurs madrépores.

## Liste des espèces
Selon World Register of Marine Species (6 janvier 2015) :
- Ailsastra achituvi O'Loughlin & Rowe, 2005 -- Mer Rouge
- Ailsastra amezianeae O'Loughlin & Rowe, 2005 -- Nosy Bé (Madagascar)
- Ailsastra booneni O'Loughlin & Rowe, 2005 -- Indonésie
- Ailsastra eleaumei O'Loughlin & Rowe, 2005 -- île Maurice
- Ailsastra heteractis (H.L. Clark, 1938) -- Australie mid-orientale
- Ailsastra paulayi O'Loughlin & Rowe, 2005 -- Indonésie

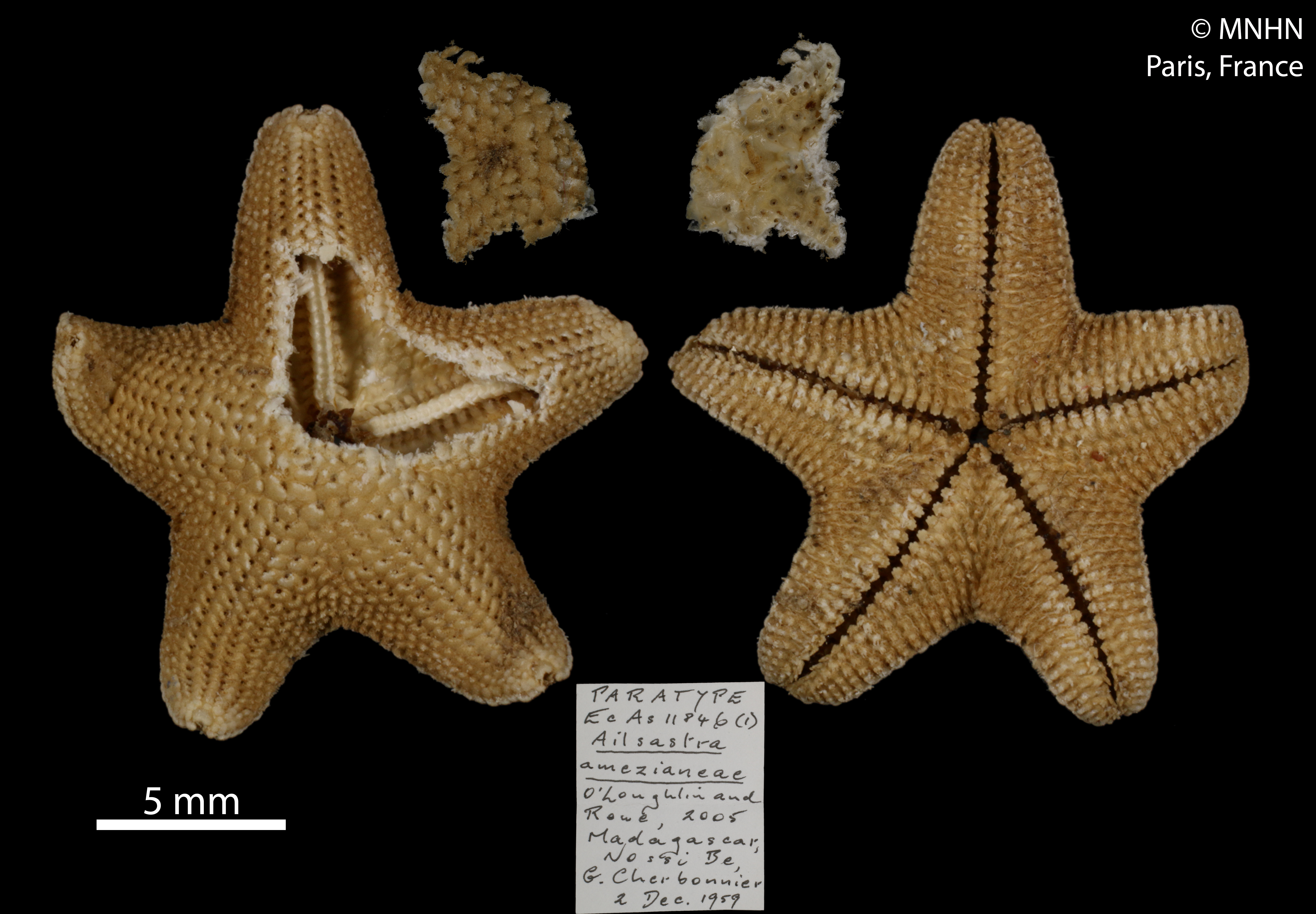
Ailsastra amezianeae.
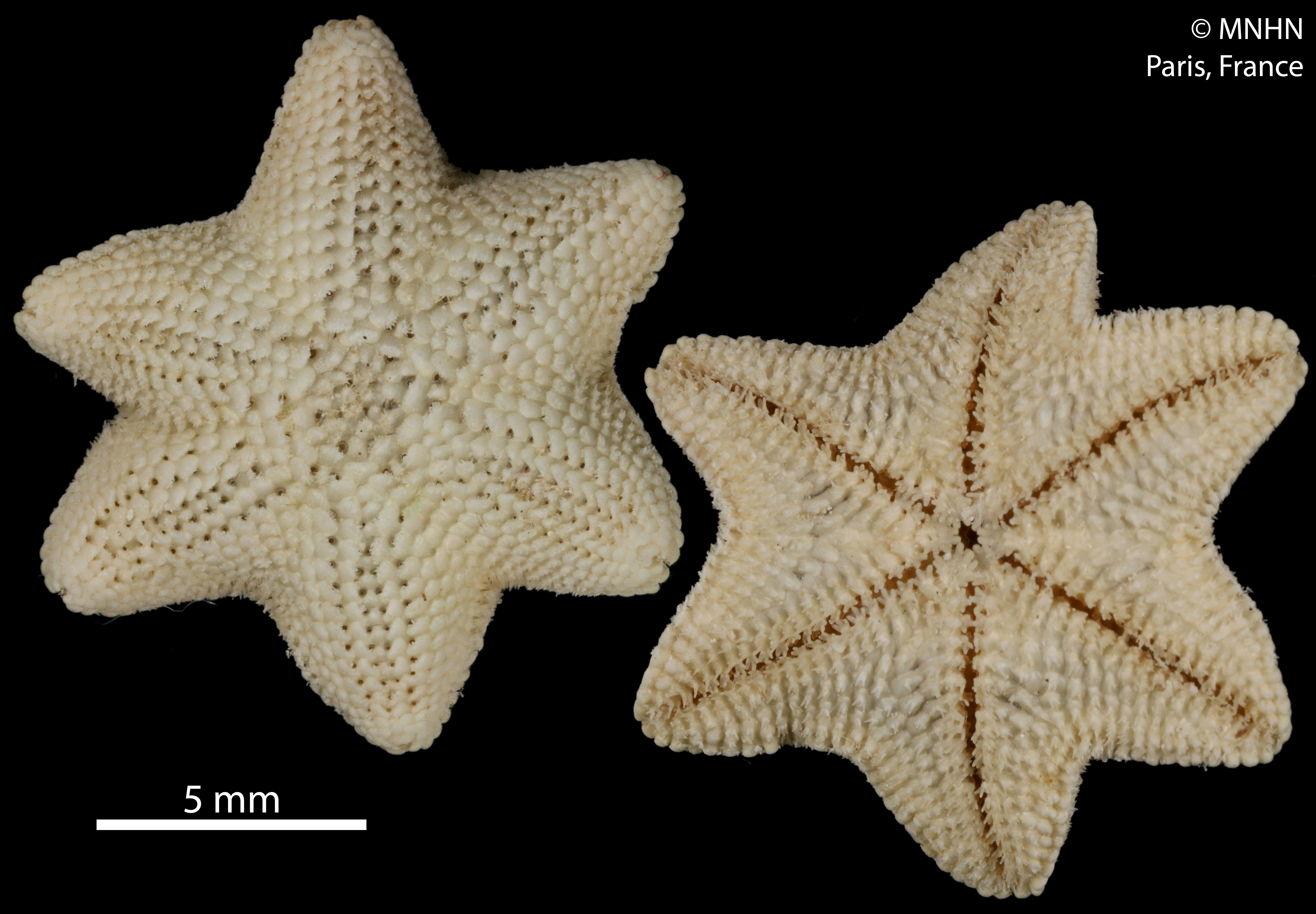
Ailsastra eleaumei.
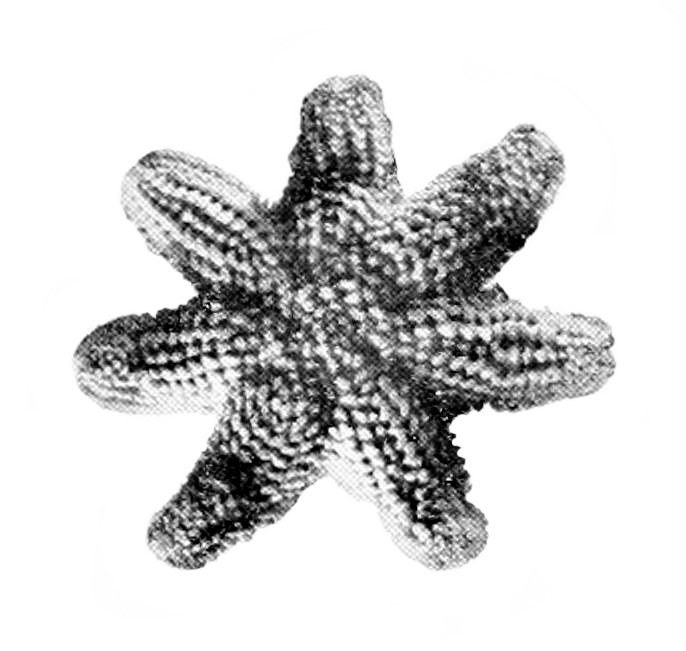
Ailsastra heteractis.

## Étymologie
Le nom du genre Ailsastra a été créé sur la base de Ailsa et du latin astrum, « étoile », en l'honneur d'Ailsa Clark (d) (1926-2014), zoologiste et paléontologue britannique, en reconnaissance de sa forte contribution à la systématique des étoiles de mer.

## Publication originale
- (en) P.Mark O’Loughlin et Francis W.E. Rowe, « A new asterinid genus from the Indo-West Pacific region, including five new species (Echinodermata: Asteroidea: Asterinidae) », Memoirs of Museum Victoria, Melbourne, Musées du Victoria (d), vol. 62, no 2,‎ décembre 2005, p. 181-189 (ISSN 1447-2546 et 1447-2554, DOI 10.24199/J.MMV.2005.62.6, lire en ligne).

## Référence taxonomique
- (en) WoRMS : Ailsastra O'Loughlin & Rowe, 2005 (+ liste espèces)
- (en) Catalogue of Life : Ailsastra O'Loughlin & Rowe, 2005 (consulté le 10 avril 2023)